# Zwerg-Krüper
Der Zwerg-Krüper ist eine anerkannte deutsche Zwerghuhnrasse in den Farbschlägen weiß und silberhalsig.

## Geschichte und Erzüchtung
Der Zwerg-Krüper wurde 1903 als Zwerg-Dachshuhn erstmals in einem in Berlin erschienenen Buch von W. Freund, Die Geflügel-Zucht, erwähnt.

„Ein Schlag der immer seltener wird, die Diminutivform des großen Dachshuhnes. Das Tierchen steht sehr knapp über dem Boden, hat hohen Kamm, kurzen Hals und gedrungenen Körper.“

Auch Bruno Dürigen widmet sich in seinem 1921 ebenfalls in Berlin erschienenen Buch "Die Geflügelzucht" dem Zwerg-Krüper und berichtet, dass sie – anders als die bereits im 16. Jahrhundert beschriebene Großrasse – ab dem 19. Jahrhundert existent waren.
Mit der Neubelebung des betreuenden Vereins 1989 wurde programmatisch festgelegt, dass die praktisch verschwundenen Zwerg-Krüper neu zu züchten sind. Verdient gemacht um deren Rückzüchtung hat sich Rüdiger Wandelt aus Siegen. Offizielle Aufnahme in den Rassestandard des BDRG fanden der weiße (1996)  und der silberhalsige (1997) Farbschlag.
Die weißen Krüper wurden über die Großrasse weiße Krüper und weiße Zwerg-Rheinländer eingekreuzt. Die silberhalsigen Zwerg-Krüper entstanden bei der Herauszüchtung der weißen quasi als Nebenprodukt in Verbindung mit der Verpaarung des silberhalsigen Farbschlages eines Tieres der Rasse Deutsches Zwerghuhn.
In Frankreich und Belgien ist der schwarze und schwarz-weißgescheckte Farbschlag ebenso anerkannt und zwar unter dem Namen Courtes-pattes. Am 11. Januar 2017 beantragte der Vorsitzende des Sondervereins der Krüper- und Zwerg-Krüperzüchter von 1904 beim zuständigen Bundeszuchtausschuss die Anerkennung dieser beiden Farbschläge auch für den deutschen Standard.  Dieser genehmigte im Februar des Jahres das Anerkennungsverfahren.

## Bestand und Gefährdung
Es existieren (Stand 2014) weniger als zehn Zuchten der beiden Farbschläge insgesamt. Aus diesem Grunde ist der Zwerg-Krüper als extrem gefährdete Haustierrasse anzusehen, wenngleich er wegen seiner späten Anerkennung auch nicht, anders als die Großrasse, auf der Roten Liste der Gesellschaft zur Erhaltung alter und gefährdeter Haustierrassen geführt wird.

## Sonderverein
Der heutige Sonderverein der Krüper und Zwerg-Krüperzüchter wurde am 17. Januar 1904 im Vereinslokal des Düsseldorfer Geflügelzuchtvereins Karlshaus als Krüper-Züchter-Klub ins Leben gerufen. 1913 wurde die Musterbeschreibung des Krüpers in den Standard aufgenommen, zunächst noch in einer allgemeinen und einer westfälischen Musterbeschreibung, die 1916 zusammengefasst wurde. Der Sonderverein betreut die Groß- und die Zwerghuhnrasse bis heute und erfuhr 1989 eine Wiederbelebung durch einige Züchter, die sich dem drohenden Aussterben erfolgreich widersetzten, unter ihnen auch der langjährige Vereinsvorsitzende Erich Lindsiepe aus St. Augustin-Hangelar.
Nachdem der Sonderverein seine Hauptsonderschauen stets in Nordwestdeutschland, seit der Wiedervereinigung auch in den neuen Bundesländern durchgeführt hat, gab es im Dezember 2014 im schwäbischen Wißgoldingen unter Beteiligung des damaligen Vorsitzenden Hendrik Wulfhorst und organisiert vom heutigen Vorsitzenden Jörg Erich Haselier erstmals eine Sonderschau in Süddeutschland, auf der vier Farbschläge der Großrasse sowie weiße Zwerg-Krüper gezeigt wurden.